# Parti révolutionnaire dominicain
Le Parti révolutionnaire dominicain (PRD) (Partido Revolucionario Dominicano) est un des principaux partis politiques de la République dominicaine.
Le PRD est un parti de gauche modéré, social démocrate, membre de l'Internationale socialiste et de la COPPPAL.
La couleur distinctive du parti est le blanc.
Le parti a été fondé en 1939 par des exilés dominicains à La Havane, Cuba dont Juan Bosch, et s'est établi en République dominicaine en 1961.
Il gagna les élections présidentielles en 1963 (Juan Bosch), 1978 (Antonio Guzmán Fernández), 1982 (Salvador Jorge Blanco) et 2000 (Hipólito Mejía Domínguez).
En 1973, Bosch renonça au PRD en raison de conflits internes et forma le Partido de la Liberación Dominicana.
Durant la période 1986-1990, le parti a vécu une seconde division lorsque Majluta s'en sépara et forma le Partido Revolucionario Independiente (PRI).
Au cours des élections législatives de la République dominicaine, le 16 mai 2002, le parti a remporté 41,9 % des voix populaires, et 73 des 150 sièges à la Chambre des députés et 29 sur 31 sièges au Sénat de la République dominicaine.
Son candidat, à l’élection présidentielle de la République dominicaine du 16 mai 2004, Hipólito Mejía Domínguez, a obtenu 33,6 % des voix. 
Des chefs municipaux locaux sont connus pour leurs relations avec des seigneurs de la drogue et des scandales de corruption notoire.[réf. nécessaire]
En 2014, 34 députés font scission et forment le Parti révolutionnaire moderne.